# 곤지암 남양신경정신병원
곤지암 남양신경정신병원은 대한민국 경기도 광주시 곤지암읍 신대길 114에 위치했던 정신병원이다. 1996년 7월 폐업하였으며 이 건물은 CNN에서 '세계에서 소름 돋는 7개의 장소' 중 하나로 선정되었다.
1992년 12월, 곤지암 남양신경정신병원이 개원했고 3년 후 1996년 7월에 폐원했다. 2018년 5월 28일 병원 건물이 들어선 대표 필지 외 3개 필지 6만9000여m2에 대한 매매 계약이 이뤄져 철거되었다. 또한, 이곳에 떠도는 괴담과 미스터리를 바탕으로 대한민국에서 제작한 영화 《곤지암》이 2018년에 개봉하였다.
현재는 철거되었다.

## 논란

### 불법 침입 문제
CNN이 '세계에서 소름돋는 7곳의 장소'로 선정한 이후 공포체험을 하려는 사람이 많아져 이로 인해 지역 주민들이 불편을 겪고 있다. 특히 여름 피서철에 사람들이 찾고, 그 뒷정리를 하지 않거나 소음 문제로 주민들이 경찰에 신고하거나 국민신문고에 민원을 제기하기도 했으며, '무단 침입은 주거침입죄로 처벌받을 수 있다.'는 경고문에도 불구하고 무단으로 침입하는 행위가 발생하고 있다. 이를 모티브로 한 영화가 2018년에 개봉하였고, 건물 소유주는 영화 제작사 등을 상대로 허위사실 유포, 건조물 무단 침입을 이유로 형사소송을 고려하고 있다.

### 허위 사실 유포
지속적으로 '입원한 환자들이 죽어나가 병원이 폐쇄되었다.'거나 '병원 원장은 자살했다.', '건물주는 행방불명 상태이다.'와 같은 허위사실이 유포되고 있다. 그러나 곤지암 남양신경정신병원의 원장은 다른 병원에서 일하고 있으며, 원장의 자녀들이 병원을 물려받았으나 하수처리 시설 설치 비용으로 인해 건물주와 원장의 갈등과 경영난으로 인하여 폐업하고 건물주는 미국으로 이민을 갔으며, 환자들은 용인정신병원으로 전원되었다. 건물이 철거되지 않은 이유는 30억 가량의 양도소득세 때문이다.

## 대중문화
- 시그널 - 선일정신병원이 나온다.
- 곤지암 - 곤지암 정신병원이 나온다.
- 황후의 품격 - 27~28회 합본에 선일정신병원이 나온다.